# Bahnhof Ochenbruck

Der Bahnhof Ochenbruck ist ein Haltepunkt an der Bahnstrecke Nürnberg–Regensburg in der mittelfränkischen Gemeinde Schwarzenbruck im Landkreis Nürnberger Land. Der Bahnhof liegt im Verkehrsverbund Großraum Nürnberg (VGN) und wird von der S-Bahn Nürnberg bedient.
Der Bahnhof befindet sich westlich des Ortszentrums von Ochenbruck, nahe der Bundesstraße 8 und in der Nähe des Ludwig-Donau-Main-Kanals. In unmittelbarer Umgebung befinden sich eine Park-and-Ride-Anlage, Fahrradabstellmöglichkeiten sowie eine Bushaltestelle.

## Geschichte
Der Bahnhof wurde am 1. Dezember 1871 mit der Inbetriebnahme des Abschnitts Nürnberg–Neumarkt der Bahnstrecke Nürnberg–Regensburg eröffnet. Das Empfangsgebäude stammt aus der Zeit der Streckeneröffnung und steht unter Denkmalschutz. 1938 war der Bahnhof in die Bahnhofsklasse III eingestuft.
Der Bahnhof verfügt über drei Gleise mit einem Mittel- und einem Außenbahnsteig, welcher gleichzeitig den Hausbahnsteig darstellt. Die Bahnsteige sind 140 bis 142 Meter lang, 76 Zentimeter hoch und barrierefrei über Aufzüge erreichbar. Fahrgastinformationen werden über digitale Anzeigetafeln bereitgestellt. Die Bahnsteige sind mit Wetterschutzeinrichtungen und Blindenleitstreifen ausgestattet.

## Bahn- und Busverkehr
Seit dem Fahrplanwechsel im Dezember 2023 wird der Bahnhof von der Linie S1 der S-Bahn Nürnberg bedient. Die Linie verkehrt auf dem Abschnitt Nürnberg – Neumarkt im 20-Minuten-Takt. Eingesetzt werden Elektrotriebzüge der Baureihe 442 (Talent 2) durch DB Regio Bayern.
Der Bahnhof ist über mehrere Regionalbuslinien des VGN angebunden:
- Linie 502: Wendelstein – Feucht – Ochenbruck – Gsteinach
- Linie 503: Ochenbruck – Pattenhofen – Burgthann – Lindelburg – Unterferrieden
- Linie 553: Altdorf – Altenthann – Rummelsberg – Ochenbruck
- Nightliner N15: Nürnberg – Ochenbruck – Ezelsdorf
- Nightliner N59: Rathaus Ochenbruck – Winkelhaid

Zusätzlich steht ein bedarfsorientierter Rufbus der Gemeinde Schwarzenbruck zur Verfügung, der per App oder Telefon bestellt werden kann.
Der Bahnhof Ochenbruck dient als Nahverkehrsknoten im südöstlichen Umland von Nürnberg. Er ist insbesondere für Pendler aus Schwarzenbruck und den umliegenden Gemeinden von Bedeutung.
| VGN-Linie | Strecke | Taktfrequenz                                              |
| --------- | --- | --------------------------------------------------------- |
| S1        | Bamberg – Strullendorf – Hirschaid – Buttenheim – Eggolsheim – Forchheim Nord – Forchheim (Oberfr) – Kersbach (Oberfranken) – Baiersdorf – Bubenreuth – Erlangen – Erlangen Paul-Gossen-Straße – Erlangen-Bruck – Eltersdorf – Vach – Fürth Klinikum – Fürth Hbf – Nürnberg Rothenburger Str. – Nürnberg-Steinbühl – Nürnberg Hbf – Feucht – Feucht Ost – Ochenbruck – Mimberg – Burgthann – Oberferrieden – Postbauer-Heng – Pölling – Neumarkt (Oberpf) Stand: Fahrplanwechsel Dezember 2023 | 60 min (Bamberg–Forchheim) 20/40 min (Forchheim–Neumarkt) |